# Jolly
Jolly — італійський лейбл звукозапису, заснований у 1958 році.

## Історія
Лейбл було засновано 1958 року продюсером Вальтером Гуертлером. З 1958 по 1970 роки на «Jolly» записувалися такі відомі італійські виконавці як: Адріано Челентано, Енцо Янначчі, Фаусто Леалі, Нікола Ді Барі, Луїджі Тенко, Енніо Морріконе, Тоні Даллара, Франко Баттіато, Кокі і Ренато Поццетто, Габріелла Феррі і інші.